# Liu Bocheng

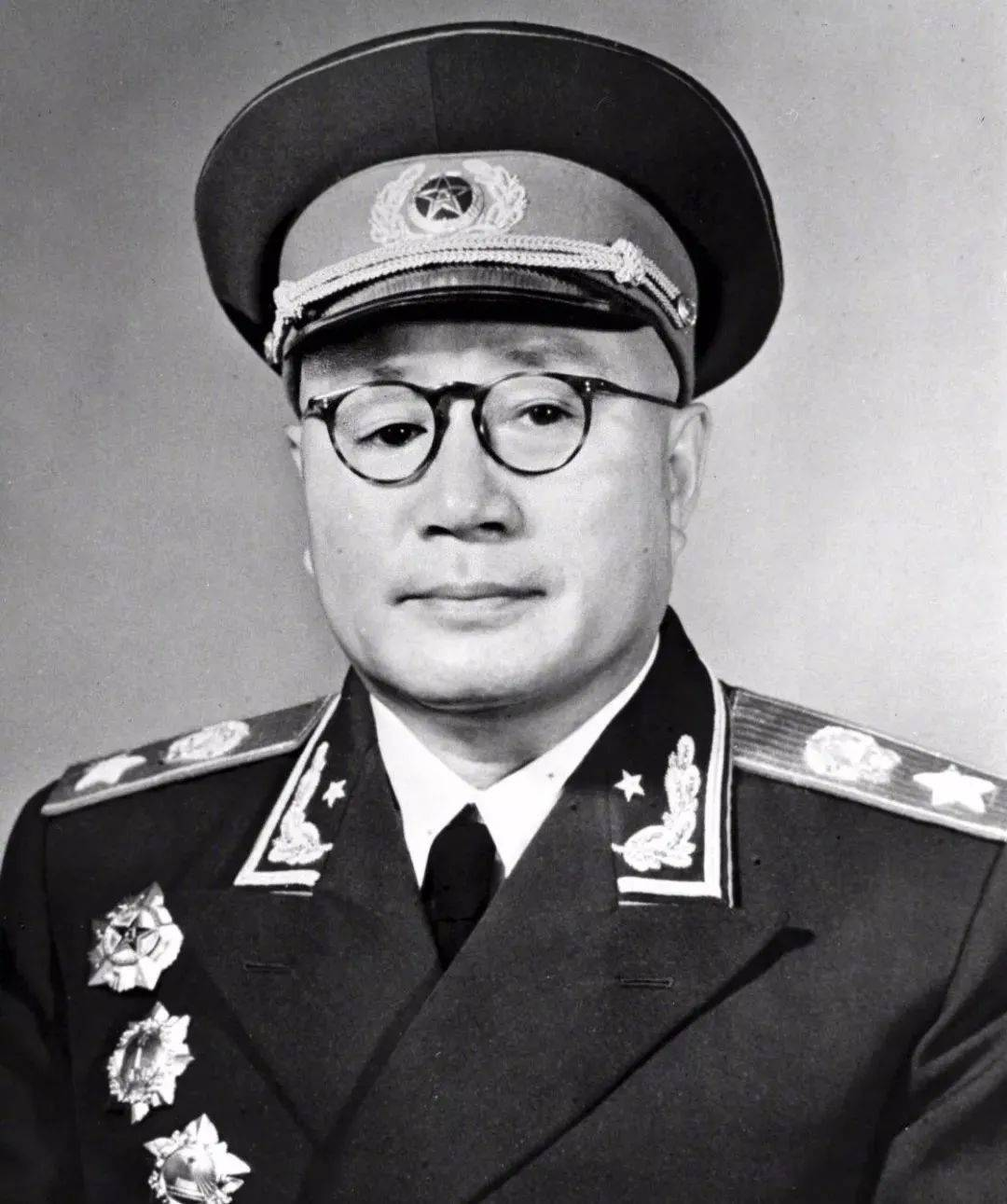
Liu Bocheng, 1955

Liu Bocheng (chinesisch 劉伯承 / 刘柏承, Pinyin Liú Bóchéng, W.-G. Liu Po-ch'eng; * 4. Dezember 1892 im Kreis Kai (damals Provinz Sichuan); † 7. Oktober 1986 in Peking) war ein bedeutender kommunistischer Armeeführer während des chinesischen Bürgerkrieges.

## Leben
Liu Bocheng wurde als Kind armer Bauern im Südwesten der Provinz Sichuan geboren.
Liu begann seine militärische Karriere als Söldner einer Schülermiliz, die nach der Xinhai-Revolution 1911 gegründet worden war, um die junge Republik zu verteidigen. Im Gefecht gegen die Truppen von Yuan Shikai 1916 verlor er ein Auge, was ihm fortan den Spitznamen Einäugiger Drache einbrachte.
Er erreichte innerhalb der Hierarchie der Kuomintangstreitkräfte als kommandierender General der Provinz Sichuan eine hohe Position. Im Jahr 1926 trat er der Kommunistischen Partei Chinas bei. Im Zuge des innenpolitischen Bruchs zwischen der Kuomintang und den Kommunisten kehrte er der KMT-Armee den Rücken und wurde eines der Gründungsmitglieder der chinesischen Roten Armee. Im Bürgerkrieg gegen die Kuomintang fungierte er als militärischer Befehlshaber des Nanchang-Aufstands. Nach dessen Scheitern emigrierte er auf Geheiß der Partei in die Sowjetunion. Hier studierte er an der Militärakademie M.W. Frunse, lernte russisch und fungierte als erster Übersetzer russischsprachiger militärwissenschaftlicher Texte ins Chinesische.
Nach seiner Rückkehr ins vom Bürgerkrieg geplagte China 1930 fungierte er als Chef der Militärakademie der Roten Armee in Jiangxi sowie als Stabschef der zentralen Militärkomission der Roten Armee. Während des Langen Marsches fungierte er weiterhin als Stabschef sowie als Kommandeur der das Zentralkomitee der Partei begleitenden Marschkolonne. Liu Bocheng unterstützte Mao Tse Tung während des Langen Marsches seinen Führungsanspruch innerhalb der Partei durchzusetzen.
Mit dem japanischen Angriff auf China unterbrachen die Kuomintang und die Kommunisten ihren Bürgerkrieg um sich gemeinsam gegen den äußeren Feind zu wehren. Während des Kriegs fungierte Liu Bocheng als Befehlshaber der 129. Division und nahm mit ihr an der Hundert-Regimenter-Offensive teil. Dabei entwickelte er ein Arbeitsverhältnis mit Deng Xiaoping, der als Politkommissar der Division tätig war.
Die 129. Division wurde später zur zweiten Feldarmee erweitert, Liu führte diese Armee im Kampf gegen die Kuomintang-Truppen von Chiang Kai-shek. Er führte den kommunistischen Ausbruchsversuch aus Shanxi an und errichtete in den Bergen im Grenzgebiet von Shanxi, Hebei und Henan anti-japanische Stützpunkte. Nachdem Japan 1945 kapitulierte, kommandierte Liu mehrere Feldarmeen und leitete die Strategieänderung der Kommunisten von Guerilla-Taktik nach Gegenangriff ein. Im Juni 1947 leitete er mit Deng Xiaoping den Angriff auf die Dabie-Berge nördlich der Kuomintang-Hauptstadt Nanjing, die Huaihai-Kampagne und die Überquerung des Jangtsekiang. Diese Manöver zerstörten die Zentralarmee der Kuomintang und zwang diese zum Rückzug nach Südchina.
Als am 1. Oktober 1949 Mao auf dem Tian’anmen-Platz die Volksrepublik China ausrief, war Liu unter den Teilnehmern dieser Zeremonie. In der Folge wurde er zum stellvertretenden Sekretär des Südwestbüros der KPCh in Chongqing ernannt, dessen erster Sekretär Deng Xiaoping war. Später nahm er hohe militärische Posten ein, wie etwa die des Präsidenten und politischen Kommissars der Militärakademie der Volksbefreiungsarmee, des stellvertretenden Vorsitzenden der Militärkommission beim ZK der KPCh, sowie die des Mitgliedes mehrerer ständiger Komitees des Nationalen Volkskongresses und mehrerer Zentralkomitees der KPCh. Im Jahr 1955 wurde Liu zum Marschall der Volksrepublik China ernannt.
Bezüglich des Aufbaus der Volksbefreiungsarmee verwahrte sich Liu Bocheng gegen ein Kopieren der Sowjetarmee und forderte den Aufbau einer modernen Armee gemäßg den Erfahrungen des antijapanischen Kriegs und des Bürgerkriegs. Hier unterlag er gegenüber Mao, der einen Aufbau der Armee nach sowjetischem Vorbild forderte. 1956 wurde Liu Bocheng als Chef der Militärakademie durch Ye Jianying ersetzt und musste öffentlich Selbstkritik üben. Er behielt seine anderen Posten in der Partei und den Streitkräften, geriet machtpolitisch jedoch ins Abseits. Zur Zeit der Kulturrevolution war Liu Bocheng altersbedingt vollständig erblindet und blieb von politischen Repressalien verschont. In den Siebzigerjahren unterstützte er den Aufstieg Deng Xiaopings gegen die Viererbande sowie dessen weitreichende ökonomische Reformen.
Er starb als ältester der Kommandeure des Langen Marsches.